# Caprice of the Mountains
Caprice of the Mountains er en amerikansk stumfilm fra 1916 af John G. Adolfi.

## Medvirkende
- June Caprice som Caprice Talbert
- Harry Hilliard som Jack Edmunds.
- Joel Day som Dave Talbert.
- Lisle Leigh som Maria Baker.
- Richard Hale som Tim Baker.